# A Nyíregyháza Spartacus FC 2009–2010-es szezonja
A Nyíregyháza Spartacus FC 2009–2010-es szezonja szócikk a Nyíregyháza Spartacus FC első számú férfi labdarúgócsapatának egy idényéről szól.

## Mérkőzések
| Színmagyarázat | Színmagyarázat |
| -------------- | -------------- |
|                | Győzelem.      |
|                | Döntetlen.     |
|                | Vereség.       |

### Soproni Liga 2009–10

#### Őszi fordulók
| 1. forduló 2009. július 24. 19:00 |

| Nyíregyháza Spartacus                                                  | 5 – 1               | Vasas                                                              |
| ---------------------------------------------------------------------- | ------------------- | ------------------------------------------------------------------ |
| Andorka 10' Miskolczi 39' 72' Honma 46' 51' Bogdanović 60' Minczér 78' | (2 – 1) Jegyzőkönyv | Lázok 28' (11-esből) Pavičević 23' Kovács 38' Piller 76' Szűcs 90' |

| Nyíregyháza Városi Stadion, Nyíregyháza Nézőszám: 3 000 Játékvezető: Farkas Ádám (magyar) |

| 2. forduló 2009. augusztus 1. 20:00 |

| Paksi FC                          | 1 – 0               | Nyíregyháza Spartacus |
| --------------------------------- | ------------------- | --------------------- |
| Tököli 18' (11-esből) Horváth 42' | (1 – 0) Jegyzőkönyv | Mboussi 17' Zabos 78' |

| Fehérvári úti stadion, Paks Nézőszám: 3 100 Játékvezető: Bede Ferenc (magyar) |

| 3. forduló 2009. augusztus 7. 19:00 |

| Nyíregyháza Spartacus                          | 3 – 1               | Ferencváros                   |
| ---------------------------------------------- | ------------------- | ----------------------------- |
| Dosso 14' Honma 33' 65' Miskolczi 30' Kiss 84' | (2 – 0) Jegyzőkönyv | Wedgbury 54' 34' Dragóner 68' |

| Nyíregyháza Városi Stadion, Nyíregyháza Nézőszám: 8 000 Játékvezető: Arany Tamás (magyar) |

| 4. forduló 2009. augusztus 15. 20:00 |

| Kaposvári Rákóczi                                          | 1 – 1               | Nyíregyháza Spartacus                                               |
| ---------------------------------------------------------- | ------------------- | ------------------------------------------------------------------- |
| Nikolics 54' Stanić 65' Zahorecz 75' Petrók 86' Maróti 89' | (0 – 1) Jegyzőkönyv | Honma 27' 89' Zabos 12' Miskolczi 43' Goia 66' Andorka 75' Kiss 86′ |

| Rákóczi Stadion, Kaposvár Nézőszám: 2 000 Játékvezető: Bognár Tamás (magyar) |

| 5. forduló 2009. augusztus 22. 20:00 |

| Nyíregyháza Spartacus   | 1 – 1               | MTK Budapest             |
| ----------------------- | ------------------- | ------------------------ |
| Bogdanović 29' Goia 76' | (1 – 1) Jegyzőkönyv | Gosztonyi 45' Balogh 24' |

| Nyíregyháza Városi Stadion, Nyíregyháza Nézőszám: 4 000 Játékvezető: Iványi Zoltán (magyar) |

| 6. forduló 2009. augusztus 29. 15:00 |

| Debreceni VSC                           | 3 – 1               | Nyíregyháza Spartacus |
| --------------------------------------- | ------------------- | --------------------- |
| Rudolf 7' 49' Coulibaly 22' Bernáth 66' | (2 – 0) Jegyzőkönyv | Honma 56' Mboussi 65' |

| Oláh Gábor utcai stadion, Debrecen Nézőszám: 5 500 Játékvezető: Solymosi Péter (magyar) |

| 7. forduló 2009. szeptember 12. 19:30 |

| Nyíregyháza Spartacus                                                                  | 2 – 3               | Videoton                                                                        |
| -------------------------------------------------------------------------------------- | ------------------- | ------------------------------------------------------------------------------- |
| Dosso, S. 32' (11-esből) Homma, K. 90+1' 6' Nánási B. 71' Goia, S. 78' Mboussi, Y. 15′ | (1 – 1) Jegyzőkönyv | André Alves 9' 75' Sitku I. 53' 33' Lipták Z. 22' Polonkai A. 56' Farkas B. 56' |

| Sóstói stadion, Nyíregyháza Nézőszám: 2 300 Játékvezető: Szabó Zsolt (magyar) Asszisztensek: Kispál Róbert Varga Zsolt dr. |

| 8. forduló 2009. szeptember 19. 17:30 |

| Újpest                                                  | 3 – 1               | Nyíregyháza Spartacus    |
| ------------------------------------------------------- | ------------------- | ------------------------ |
| Kabát 42' 55' (11-esből) Rajczi 88' Takács 67' Tóth 69' | (1 – 1) Jegyzőkönyv | Goia 28' 55′ Ambrusz 17' |

| Szusza Ferenc Stadion, Budapest Nézőszám: 4 315 Játékvezető: Sulyok Gergely (magyar) |

| 9. forduló 2009. szeptember 26. 17:30 |

| Nyíregyháza Spartacus                            | 1 – 3               | Győri ETO                                                 |
| ------------------------------------------------ | ------------------- | --------------------------------------------------------- |
| Pákolicz 23' Zabos 49' Miskolczi 59' Cornaci 89′ | (1 – 1) Jegyzőkönyv | Kink 30' 74' 49' Alekszidze 90+4' 43' Józsi 28' Szabó 80' |

| Nyíregyháza Városi Stadion, Nyíregyháza Nézőszám: 2 500 Játékvezető: Farkas Ádám (magyar) |

| 10. forduló 2009. október 4. 17:30 |

| Kecskeméti TE                          | 2 – 2               | Nyíregyháza Spartacus                                 |
| -------------------------------------- | ------------------- | ----------------------------------------------------- |
| Montvai 21' 21' Csordás 30' Gyagya 56' | (2 – 1) Jegyzőkönyv | Andorka 9' Pákolicz 59' Kiss 50' Zabos 64' Nánási 90' |

| Széktói Stadion, Kecskemét Nézőszám: 2 500 Játékvezető: Arany Tamás (magyar) |

| 11. forduló 2009. október 17. 17:30 |

| Nyíregyháza Spartacus                              | 1 – 1               | Diósgyőr                                                                        |
| -------------------------------------------------- | ------------------- | ------------------------------------------------------------------------------- |
| Lakatos 78' (öngól) Vojinović 20' Batizi-Pócsi 67' | (0 – 1) Jegyzőkönyv | Ivancsics 20' (11-esből) Lippai 9' Visković 18' Apostu 65' Huszák 69' Szabó 88' |

| Nyíregyháza Városi Stadion, Nyíregyháza Nézőszám: 5 500 Játékvezető: Solymosi Péter (magyar) |

| 12. forduló 2009. október 24. 17:00 |

| Lombard Pápa                                                    | 5 – 1               | Nyíregyháza Spartacus           |
| --------------------------------------------------------------- | ------------------- | ------------------------------- |
| Bárányos 47' Alex José 65' 90+1' Bali 83' Gyömbér 88' Orosz 52' | (0 – 1) Jegyzőkönyv | Andorka 39' Kovács 12' Goia 72' |

| Perutz Stadion, Pápa Nézőszám: 2 500 Játékvezető: Iványi Zoltán (magyar) |

| 13. forduló 2009. október 31. 17:00 |

| Nyíregyháza Spartacus | 0 – 1               | Budapest Honvéd                          |
| --------------------- | ------------------- | ---------------------------------------- |
| Goia 27'              | (0 – 1) Jegyzőkönyv | Nagy 9' Hrepka 20' Moreira 82′ Macko 90' |

| Nyíregyháza Városi Stadion, Nyíregyháza Nézőszám: 2 500 Játékvezető: Vad II. István (magyar) |

| 14. forduló 2009. november 7. 16:00 |

| Haladás                                     | 2 – 0               | Nyíregyháza Spartacus |
| ------------------------------------------- | ------------------- | --------------------- |
| Simon 20' Tóth 70' Kuttor 90+4' Rajos 90+7' | (1 – 0) Jegyzőkönyv | Miskolczi 33'         |

| Rohonci úti stadion, Szombathely Nézőszám: 2 000 Játékvezető: Németh Ádám (magyar) |

| 15. forduló 2009. november 21. 16:00 |

| Nyíregyháza Spartacus             | 0 – 4               | Zalaegerszegi TE                            |
| --------------------------------- | ------------------- | ------------------------------------------- |
| Minczér 25' Mboussi 45′ Zabos 62' | (0 – 1) Jegyzőkönyv | Rudņevs 39' 53' 80' Pavićević 76' Barna 90' |

| Nyíregyháza Városi Stadion, Nyíregyháza Nézőszám: 2 500 Játékvezető: Bognár Tamás (magyar) |

#### Tavaszi fordulók
| 16. forduló 2010. február 28. 17:30 |

| Vasas                                                                         | 2 – 3               | Nyíregyháza Spartacus                                       |
| ----------------------------------------------------------------------------- | ------------------- | ----------------------------------------------------------- |
| Divić 10' (11-esből) Hrepka 40' Pavičević 33' Kovács 45' Katona 80' Bakos 83' | (2 – 1) Jegyzőkönyv | Struhár 45' Hrepka 89' (öngól) Kovačević 90+1' Balbinot 27' |

| Illovszky Rudolf Stadion, Budapest Nézőszám: 1 500 Játékvezető: Veizer Roland (magyar) |

| 17. forduló 2010. március 6. 14:00 |

| Nyíregyháza Spartacus              | 1 – 1               | Paksi FC                                                        |
| ---------------------------------- | ------------------- | --------------------------------------------------------------- |
| Fekete 72' Struhár 76' Davidov 80' | (0 – 1) Jegyzőkönyv | Tököli 14' Szabó 13' Vári 71' Fiola 80' Horváth 85' Heffler 88' |

| Nyíregyháza Városi Stadion, Nyíregyháza Nézőszám: 2 200 Játékvezető: Szilasi Szabolcs (magyar) |

| 18. forduló 2010. március 12. 19:00 |

| Ferencváros                      | 0 – 0               | Nyíregyháza Spartacus             |
| -------------------------------- | ------------------- | --------------------------------- |
| Tutorić 67' Abdi 84' Doherty 86' | (0 – 0) Jegyzőkönyv | Abdelali 59' Honma 86' Nánási 92′ |

| Albert Flórián Stadion, Budapest Nézőszám: 3 000 Játékvezető: Kassai Viktor (magyar) |

| 19. forduló 2010. március 20. 14:30 |

| Nyíregyháza Spartacus                         | 2 – 1               | Kaposvári Rákóczi                            |
| --------------------------------------------- | ------------------- | -------------------------------------------- |
| Bugerra 19' Honma 67' Miskolczi 38' Zabos 63' | (1 – 0) Jegyzőkönyv | Gujić 82' Petrók 18' Zahorecz 52' Bogdán 57' |

| Nyíregyháza Városi Stadion, Nyíregyháza Nézőszám: 2 500 Játékvezető: Veizer Roland (magyar) |

| 20. forduló 2010. március 27. 15:00 |

| MTK Budapest                                  | 4 – 0               | Nyíregyháza Spartacus  |
| --------------------------------------------- | ------------------- | ---------------------- |
| Kulcsár 25' 65' Könyves 26' Pál 63' Lázok 90' | (2 – 0) Jegyzőkönyv | Nánási 82' Davidov 85′ |

| Hidegkuti Nándor Stadion, Budapest Nézőszám: 500 Játékvezető: Farkas Ádám (magyar) |

| 21. forduló 2010. április 20. 19:00 |

| Nyíregyháza Spartacus | 0 – 3               | Debreceni VSC                                              |
| --------------------- | ------------------- | ---------------------------------------------------------- |
|                       | (0 – 1) Jegyzőkönyv | Mijadinoszki 41' Feczesin 55' Coulibaly 57' Luis Ramos 73' |

| Nyíregyháza Városi Stadion, Nyíregyháza Nézőszám: 3 500 Játékvezető: Iványi Zoltán (magyar) |

| 22. forduló 2010. április 11. 17:30 |

| Videoton       | 1 – 0               | Nyíregyháza Spartacus                     |
| -------------- | ------------------- | ----------------------------------------- |
| Sándor Gy. 28' | (1 – 0) Jegyzőkönyv | Hurt, M. 16' Struhár, P. 21' Zabos A. 45' |

| Sóstói Stadion, Székesfehérvár Nézőszám: 2 889 Játékvezető: Németh Ádám (magyar) Asszisztensek: Márton Zsolt Butkai Zsolt |

| 23. forduló 2010. április 17. 17:30 |

| Nyíregyháza Spartacus               | 2 – 2               | Újpest                                                          |
| ----------------------------------- | ------------------- | --------------------------------------------------------------- |
| Bošnjak 42' Andorka 76' Minczér 71' | (1 – 1) Jegyzőkönyv | Vermes 14' Foxi 72' Horváth 39′ Rajczi 39' Vaskó 40' Barczi 85' |

| Nyíregyháza Városi Stadion, Nyíregyháza Nézőszám: 3 000 Játékvezető: Vad II. István (magyar) |

| 24. forduló 2010. április 24. 18:00 |

| Győri ETO                                               | 2 – 1               | Nyíregyháza Spartacus                                        |
| ------------------------------------------------------- | ------------------- | ------------------------------------------------------------ |
| Kink 35' 47' 71' Ganugrava 75' Babić 84′ Stevanović 84' | (1 – 0) Jegyzőkönyv | Kovačević 86' Stanišić 24' Bugerra 30' Honma 62' Davidov 78' |

| ETO Park, Győr Nézőszám: 2 500 Játékvezető: Szabó Zsolt (magyar) |

| 25. forduló 2010. május 1. 17:00 |

| Nyíregyháza Spartacus                                | 2 – 3               | Kecskeméti TE                                                                     |
| ---------------------------------------------------- | ------------------- | --------------------------------------------------------------------------------- |
| Bugerra 10' 60' (11-esből) 39' Minczér 42' Zabos 65' | (1 – 2) Jegyzőkönyv | Farkas 6' Montvai 26' Čukić 46' Koncz 27' Alempijević 51' Schindler 67' Simon 77′ |

| Nyíregyháza Városi Stadion, Nyíregyháza Nézőszám: 1 500 Játékvezető: Bede Ferenc (magyar) |

| 26. forduló 2010. május 5. 18:00 |

| Diósgyőr                | 0 – 1               | Nyíregyháza Spartacus                |
| ----------------------- | ------------------- | ------------------------------------ |
| Dobos 74' Menougong 84' | (0 – 1) Jegyzőkönyv | Bugerra 40' Minczér 71' Stanišić 82′ |

| DVTK-stadion, Miskolc Nézőszám: 3 000 Játékvezető: Farkas Ádám (magyar) |

| 27. forduló 2010. május 8. 18:00 |

| Nyíregyháza Spartacus                                     | 3 – 1               | Lombard Pápa             |
| --------------------------------------------------------- | ------------------- | ------------------------ |
| Andorka 41' 66' Miskolczi 65' (11-esből) Abdelali 73' 73' | (1 – 0) Jegyzőkönyv | Gyömbér 58' Mészáros 85' |

| Nyíregyháza Városi Stadion, Nyíregyháza Nézőszám: 1 500 Játékvezető: Kassai Viktor (magyar) |

| 28. forduló 2010. május 15. 18:00 |

| Budapest Honvéd          | 1 – 1               | Nyíregyháza Spartacus              |
| ------------------------ | ------------------- | ---------------------------------- |
| Cuerda 88' Vaccaro 90+1' | (0 – 0) Jegyzőkönyv | Struhár 90' Miskolczi 31' Hurt 53' |

| Bozsik József Stadion, Budapest Nézőszám: 1 000 Játékvezető: Vad II. István (magyar) |

| 29. forduló 2010. május 19. 18:00 |

| Nyíregyháza Spartacus                                                 | 3 – 3               | Haladás                                                                           |
| --------------------------------------------------------------------- | ------------------- | --------------------------------------------------------------------------------- |
| Bugerra 65' (11-esből) 71' 81' Minczér 25' Balbinot 44' Vojinović 61' | (0 – 2) Jegyzőkönyv | Simon Á. 34' Simon A. 45' Molnár 62' (11-esből) 83' Nagy 16' Tóth 81' Lengyel 89' |

| Nyíregyháza Városi Stadion, Nyíregyháza Nézőszám: 2 000 Játékvezető: Iványi Zoltán (magyar) |

| 30. forduló 2010. május 22. 15:00 |

| Zalaegerszegi TE                                                  | 4 – 3               | Nyíregyháza Spartacus                        |
| ----------------------------------------------------------------- | ------------------- | -------------------------------------------- |
| Rudņevs 48' Pavićević 54' 56' 71' 71' Todorović 39' Bogunović 81′ | (0 – 2) Jegyzőkönyv | Bugerra 8' 16' 62' Struhár 34' Miskolczi 77' |

| ZTE Aréna, Zalaegerszeg Nézőszám: 2 028 Játékvezető: Bognár Tamás (magyar) |

#### Végeredmény
| #   | Csapat                    | M  | GY | D  | V  | G+ – G– | GK  | P  | Megjegyzések                                   |
| --- | ------------------------- | -- | -- | -- | -- | ------- | --- | -- | ---------------------------------------------- |
| 1.  | Debreceni VSCCV (B, KGY)  | 30 | 20 | 2  | 8  | 63–37   | +26 | 62 | 2010–2011-es Bajnokok Ligája – 2. selejtezőkör |
| 2.  | Videoton (I)              | 30 | 18 | 7  | 5  | 59–31   | +28 | 61 | 2010–2011-es Európa-liga – 2. selejtezőkör     |
| 3.  | Győri ETO (I)             | 30 | 15 | 12 | 3  | 38–18   | +20 | 57 | 2010–2011-es Európa-liga – 1. selejtezőkör     |
| 4.  | Újpest                    | 30 | 17 | 4  | 9  | 49–39   | +10 | 55 |                                                |
| 5.  | Zalaegerszegi TE (I)      | 30 | 15 | 8  | 7  | 59–45   | +14 | 53 | 2010–2011-es Európa-liga – 1. selejtezőkör     |
| 6.  | MTK Budapest              | 30 | 12 | 7  | 11 | 52–41   | +11 | 43 |                                                |
| 7.  | FerencvárosÚ              | 30 | 10 | 11 | 9  | 34–35   | −1  | 41 |                                                |
| 8.  | Haladás                   | 30 | 10 | 9  | 11 | 46–49   | −3  | 39 |                                                |
| 9.  | Budapest HonvédK          | 30 | 9  | 11 | 10 | 38–35   | +3  | 38 |                                                |
| 10. | Kecskeméti TE             | 30 | 10 | 7  | 13 | 50–56   | −6  | 37 |                                                |
| 11. | Lombard PápaÚ             | 30 | 10 | 5  | 15 | 39–50   | −11 | 35 |                                                |
| 12. | Kaposvári Rákóczi         | 30 | 8  | 8  | 14 | 38–50   | −12 | 32 |                                                |
| 13. | Vasas                     | 30 | 8  | 7  | 15 | 39–61   | −22 | 31 |                                                |
| 14. | Paksi FC                  | 30 | 7  | 10 | 13 | 31–44   | −13 | 31 |                                                |
| 15. | Nyíregyháza Spartacus (K) | 30 | 6  | 9  | 15 | 41–60   | −19 | 27 | NB II                                          |
| 16. | Diósgyőr (K)              | 30 | 4  | 5  | 21 | 31–56   | −25 | 17 | NB II                                          |

Forrás: MLSZ adatbank 
A rangsorolás alapszabályai: 1. összpontszám, 2. győzelmek száma, 3. gólkülönbség, 4. szerzett gólok száma, 5. egymás elleni eredmények összpontszáma,  6. egymás elleni eredmények gólkülönbsége, 7. egymás elleni eredmények szerzett góljainak száma, 8. egymás elleni eredmények idegenben szerzett góljainak száma.
Mivel a bajnok Debreceni VSC nyerte 2009–2010-es magyar kupát, így a bajnoki ezüstérmes Videoton a 2010–2011-es Európa-liga 2. selejtezőkörében, míg a kupadöntőt elbukó Zalaegerszegi TE és a Győri ETO a 2010–2011-es Európa-liga 1. selejtezőkörében jogosult indulni.
(B): Bajnokcsapat, (K): Kieső csapat, (F): Feljutó csapat, (I): Kupainduló, (R): A rájátszás győztese, (KGY): Kupagyőztes

#### Az eredmények összesítése
Az alábbi táblázatban összesítve szerepelnek a Nyíregyháza Spartacus FC 2009/10-es bajnokságban elért eredményei.
| Ősz/tavasz (forduló)    | Otthon | Otthon | Otthon | Otthon | Otthon | Otthon | Otthon | Idegenben | Idegenben | Idegenben | Idegenben | Idegenben | Idegenben | Idegenben |
| Ősz/tavasz (forduló)    | M      | GY     | D      | V      | LG–KG  | GK     | P      | M         | GY        | D         | V         | LG–KG     | GK        | P         |
| ----------------------- | ------ | ------ | ------ | ------ | ------ | ------ | ------ | --------- | --------- | --------- | --------- | --------- | --------- | --------- |
| Őszi szezon (1–15.)     | 8      | 2      | 2      | 4      | 13–15  | –2     | 8      | 7         | 0         | 2         | 5         | 6–17      | –11       | 2         |
| Tavaszi szezon (16–30.) | 7      | 2      | 3      | 2      | 13–14  | –1     | 9      | 8         | 2         | 2         | 4         | 9–14      | –5        | 8         |
| Összesen (1–30.)        | 15     | 4      | 5      | 6      | 26–29  | –3     | 17     | 15        | 2         | 4         | 9         | 15–31     | –16       | 10        |

#### Helyezések fordulónként
| Forduló  | 1  | 2 | 3  | 4 | 5 | 6 | 7  | 8  | 9  | 10 | 11 | 12 | 13 | 14 | 15 | 16 | 17 | 18 | 19 | 20 | 21 | 22 | 23 | 24 | 25 | 26 | 27 | 28 | 29 | 30 |
| -------- | -- | - | -- | - | - | - | -- | -- | -- | -- | -- | -- | -- | -- | -- | -- | -- | -- | -- | -- | -- | -- | -- | -- | -- | -- | -- | -- | -- | -- |
| Helyszín | O  | I | O  | I | O | I | O  | I  | O  | I  | O  | I  | O  | I  | O  | I  | O  | I  | O  | I  | O  | I  | O  | I  | O  | I  | O  | I  | O  | I  |
| Eredmény | GY | V | GY | D | D | V | V  | V  | V  | D  | D  | V  | V  | V  | V  | GY | D  | D  | GY | V  | V  | V  | D  | V  | V  | GY | GY | D  | D  | V  |
| Helyezés | 1  | 6 | 4  | 4 | 4 | 8 | 10 | 10 | 13 | 13 | 14 | 14 | 16 | 16 | 16 | 15 | 15 | 15 | 15 | 15 | 15 | 15 | 15 | 15 | 15 | 15 | 15 | 15 | 15 | 15 |

Helyszín: O = Otthon; I = Idegenben. Eredmény: GY = Győzelem; D = Döntetlen; V = Vereség.

### Magyar kupa
| 3. forduló 2009. szeptember 16. 15:30 |

| Nyírmada                                  | 2 – 0               | Nyíregyháza Spartacus            |
| ----------------------------------------- | ------------------- | -------------------------------- |
| Benkő 16' 65' Tóth 86' Danku 11' Tuza 83' | (1 – 0) Jegyzőkönyv | Varga 38' Mboussi 40' Müller 41' |

| Nyírmada Játékvezető: Sándor Csaba (magyar) |

### Ligakupa

#### Csoportkör (A csoport)
| 1. forduló 2009. július 22. 17:00 |

| MTK Budapest | 0 – 0               | Nyíregyháza Spartacus |
| ------------ | ------------------- | --------------------- |
| Gál 76'      | (0 – 0) Jegyzőkönyv | Csáki 90'             |

| Hidegkuti Nándor Stadion, Budapest Játékvezető: Németh Ádám (magyar) |

| 2. forduló 2009. július 29. 19:00 |

| Nyíregyháza Spartacus                | 2 – 0               | Kecskeméti TE   |
| ------------------------------------ | ------------------- | --------------- |
| Dosso 2' Batizi-Pócsi 38' Müller 50' | (2 – 0) Jegyzőkönyv | Alempijević 28' |

| Nyíregyháza Városi Stadion, Nyíregyháza Nézőszám: 300 Játékvezető: Varga László (magyar) |

| 3. forduló 2009. augusztus 4. 18:00 |

| Ferencváros                                  | 4 – 0               | Nyíregyháza Spartacus |
| -------------------------------------------- | ------------------- | --------------------- |
| Pisanjuk 11' 29' Rósa 20' 32' 35' Vattai 57' | (4 – 0) Jegyzőkönyv | Szilágyi 44'          |

| Albert Flórián Stadion, Budapest Nézőszám: 2 500 Játékvezető: Fábián Mihály (magyar) |

| 4. forduló 2009. augusztus 19. 18:00 |

| Vasas                 | 1 – 3               | Nyíregyháza Spartacus                                                 |
| --------------------- | ------------------- | --------------------------------------------------------------------- |
| Szűcs 65' Kelemen 29' | (0 – 1) Jegyzőkönyv | Nánási 3' Czanik 69' 90+2' Minczér 18' Varga 52' Bakos 79' Markos 88' |

| Illovszky Rudolf Stadion, Budapest Játékvezető: Kovács J. Zoltán (magyar) |

| 5. forduló 2009. augusztus 26. 17:00 |

| Nyíregyháza Spartacus                                | 3 – 0               | Diósgyőr                             |
| ---------------------------------------------------- | ------------------- | ------------------------------------ |
| Batizi-Pócsi 32' 77' Markos 82' Varga 35' Nánási 65' | (1 – 0) Jegyzőkönyv | Jovanović 38' Faggyas 56' Jeknić 78′ |

| Nyíregyháza Városi Stadion, Nyíregyháza Játékvezető: Veizer Roland (magyar) |

| 6. forduló 2009. szeptember 23. 17:00 |

| Nyíregyháza Spartacus                                                                  | 7 – 0               | MTK Budapest                    |
| -------------------------------------------------------------------------------------- | ------------------- | ------------------------------- |
| Andorka 40' 65' Goia 45' Bölcsföldi 84' Danci 86' 90' Müller 87' Mboussi 19' Bakos 79' | (2 – 0) Jegyzőkönyv | Roma 66' Ladányi 82' Kornis 89′ |

| Nyíregyháza Városi Stadion, Nyíregyháza Játékvezető: Veizer Roland (magyar) |

| 7. forduló 2009. november 4. 16:00 |

| Kecskeméti TE               | 1 – 1               | Nyíregyháza Spartacus                        |
| --------------------------- | ------------------- | -------------------------------------------- |
| Dvorschák 81' 40' Koszó 68' | (0 – 1) Jegyzőkönyv | Pákolicz 34' Oláh 37' Abdelali 40' Csáki 80' |

| Széktói Stadion, Kecskemét Nézőszám: 100 Játékvezető: Kovács J. Zoltán (magyar) |

| 8. forduló 2009. november 11. 18:00 |

| Nyíregyháza Spartacus | 3 – 4               | Ferencváros                                                             |
| --------------------- | ------------------- | ----------------------------------------------------------------------- |
| Bugerra 36' 42' 45'   | (3 – 2) Jegyzőkönyv | Takács 9' Ashmore 22' Nyilasi 50' Pisanjuk 56' Holczer 44' Pölöskey 45' |

| Nyíregyháza Városi Stadion, Nyíregyháza Nézőszám: 300 Játékvezető: Nagy Róbert (magyar) |

| 9. forduló 2009. november 28. 13:00 |

| Nyíregyháza Spartacus               | 2 – 3               | Vasas                                                    |
| ----------------------------------- | ------------------- | -------------------------------------------------------- |
| Dosso 44' Andorka 55' Miskolczi 32' | (1 – 1) Jegyzőkönyv | Remili 21' Dobrić 69' Bakos 80' 71' Kovács 48' Balog 53' |

| Nyíregyháza Városi Stadion, Nyíregyháza Játékvezető: Varga László (magyar) |

| 10. forduló 2009. december 5. 13:00 |

| Diósgyőr                     | 0 – 7               | Nyíregyháza Spartacus                                                            |
| ---------------------------- | ------------------- | -------------------------------------------------------------------------------- |
| Kodalaev 26′ Vukadinović 64' | (0 – 2) Jegyzőkönyv | Andorka 2' 60' 70' Honma 12' Pákolicz 81' 87' Miskolczi 84' Zabos 59' Müller 62' |

| DVTK-stadion, Miskolc Játékvezető: Király Gergő (magyar) |

#### Az A csoport végeredménye
| Színmagyarázat | Színmagyarázat                                                 |
| -------------- | -------------------------------------------------------------- |
|                | A csoportelső és csoportmásodik bejutott a középdöntőbe.       |
|                | A csoport többi helyezettje nem folytathatta a kupaszereplést. |

| Csapat                | M  | Gy | D | V | G+ | G– | Gk  | P  |
| --------------------- | -- | -- | - | - | -- | -- | --- | -- |
| Ferencváros           | 10 | 7  | 0 | 3 | 21 | 15 | +6  | 21 |
| Nyíregyháza Spartacus | 10 | 5  | 2 | 3 | 28 | 13 | +15 | 17 |
| Vasas                 | 10 | 5  | 0 | 5 | 21 | 23 | –2  | 15 |
| MTK Budapest FC       | 10 | 3  | 4 | 3 | 15 | 16 | –1  | 13 |
| Kecskeméti TE         | 10 | 3  | 3 | 4 | 16 | 21 | –5  | 12 |
| Diósgyőri VTK         | 10 | 2  | 1 | 7 | 13 | 26 | –13 | 7  |

#### Középdöntő (A csoport)
| 1. forduló 2010. február 16. 14:00 |

| Budapest Honvéd           | 1 – 1               | Nyíregyháza Spartacus                    |
| ------------------------- | ------------------- | ---------------------------------------- |
| Palásthy 90+2' Vukmir 87' | (0 – 0) Jegyzőkönyv | Davidov 47' 8' Miskolczi 41' Andorka 88' |

| Bozsik József Stadion, Budapest Játékvezető: Vad II. István (magyar) |

| 2. forduló 2010. február 19. 13:30 |

| Debreceni VSC                                              | 5 – 1               | Nyíregyháza Spartacus |
| ---------------------------------------------------------- | ------------------- | --------------------- |
| Coulibaly 6' 57' 66' Rudolf 22' Czvitkovics 26' Laczkó 53' | (3 – 0) Jegyzőkönyv | Miskolczi 18'         |

| Oláh Gábor utcai stadion, Debrecen Játékvezető: Oláh Gábor (magyar) |

| 3. forduló 2010. március 9. 17:00 |

| Videoton                        | 1 – 0               | Nyíregyháza Spartacus        |
| ------------------------------- | ------------------- | ---------------------------- |
| Horváth G. 2' Farkas II. B. 51' | (1 – 0) Jegyzőkönyv | Nánási B. 60' Müller Zs. 85' |

| Sóstói Stadion, Székesfehérvár Játékvezető: Sulyok Gergely (magyar) Asszisztensek: Kepe Arnold Kiss I. Balázs |

| 4. forduló 2010. március 17. 13:00 |

| Nyíregyháza Spartacus | 0 – 5               | Budapest Honvéd                         |
| --------------------- | ------------------- | --------------------------------------- |
|                       | (0 – 3) Jegyzőkönyv | Freud 8' 43' Bojtor 32' 78' Frizoni 89' |

| Nyíregyháza Városi Stadion, Nyíregyháza Játékvezető: Gaál Gyöngyi (magyar) |

| 5. forduló 2010. március 30. 18:00 |

| Nyíregyháza Spartacus       | 0 – 4               | Debreceni VSC                        |
| --------------------------- | ------------------- | ------------------------------------ |
| Davidov 26′ Alfi Conteh 32' | (0 – 2) Jegyzőkönyv | Bíró 17' Etogo 36' 55' Marcolini 65' |

| Nyíregyháza Városi Stadion, Nyíregyháza Játékvezető: Nagy Róbert (magyar) |

| 6. forduló 2010. április 7. 14:00 |

| Nyíregyháza Spartacus        | 0 – 1               | Videoton                                        |
| ---------------------------- | ------------------- | ----------------------------------------------- |
| Müller Zs. 21' Diego, B. 74' | (0 – 1) Jegyzőkönyv | Novaković, M. 37' Kocsis G. 69' Radović, I. 90' |

| Sóstói stadion, Nyíregyháza Játékvezető: Gaál Gyöngyi (magyar) Asszisztensek: Gyarmati II. Tibor ifj. Varga Gábor |

#### Az A csoport végeredménye
| Csapat                | M | Gy | D | V | G+ | G– | Gk  | P  |
| --------------------- | - | -- | - | - | -- | -- | --- | -- |
| Debreceni VSC         | 6 | 5  | 1 | 0 | 17 | 4  | +13 | 16 |
| Videoton              | 6 | 3  | 2 | 1 | 7  | 5  | +2  | 11 |
| Budapest Honvéd       | 6 | 1  | 2 | 3 | 8  | 8  | 0   | 5  |
| Nyíregyháza Spartacus | 6 | 0  | 1 | 5 | 2  | 17 | –15 | 1  |

## Külső hivatkozások
- A csapat hivatalos honlapja Archiválva 2013. június 28-i dátummal a Wayback Machine-ben (magyarul)
- A Magyar Labdarúgó Szövetség honlapja, adatbankja (magyarul)